# Industriegebied Norilsk
Industriegebied Norilsk (Russisch: Норильский промышленный район; Norilski promysjlenny rajon), NPR (НПР) of Groot-Norilsk (Большой Норильск), vormt de bestuurlijke eenheid rond het industriegebied in het noorden van de kraj Krasnojarsk ten zuiden van het schiereiland Tajmyr. Het omvat het delfstoffengebied van de transarctische tak van kombinaat Norilsk Nikkel met de stad Norilsk, de districten Talnach en Kajerkan, het dorpje Snezjnogorsk, het buiten Norilsk liggende stadsblok Oganer en het vliegveld Alykel. Bestuurlijk behoort het hele gebied tot de stad Norilsk. De oppervlakte bedraagt 4511,78 km². Op 1 juni 2000 had het 228.000 inwoners.
Soms wordt ook de stad Doedinka, het bestuurlijk centrum van het district Tajmyrski, opgenomen binnen deze indeling, omdat deze de functie van exporthaven vervuld voor het kombinaat en alle andere bedrijven in het gebied, waarzonder deze niet kunnen functioneren. Het industriegebied is verbonden met deze stad middels de Norilsk-spoorlijn.